# Carlos Falp
Carlos Falp Mont (Portbou, 31 dicembre 1913 – Barcellona, 25 marzo 1982) è stato un pallanuotista spagnolo.

## Carriera
Era un atleta del Club Natació Barcelona. 
Ha partecipato ai Giochi di Londra 1948, nei quali si classificò all'8º posto.